# Canon de 105 mm court modèle 1935 Bourges
Pour les articles homonymes, voir Canon de 105 mm.

Le canon de 105 court modèle 1935 B est un obusier français de la Seconde Guerre mondiale. 

## Historique
Il a été conçu par l'Arsenal de Bourges en 1935, afin de remplacer le canon de 105 court mle 1934 Schneider. 610 exemplaires avaient été initialement commandés, mais la production fut arrêtée en 1939 en faveur de canons anti-chars. Seuls 232 étaient en service lorsque les Allemands attaquèrent en mai 1940. Les armes capturées furent utilisées par l'armée allemande en tant que 10,5 cm leFH 325(f) et affectés à l'entraînement et aux forces d'occupation. Lors de l'occupation du sud de la France par l’Italie, 127 pièces sont capturés par l'armée royale italienne qui l'utilise sous la dénomination de Obice da 105/15.

## Conception
Sa caractéristique la plus intéressante est que les roues, en acier embouti avec soit des jantes rigides, soit des pneumatiques, s'écartaient avec les bras de l'affût et contribuaient ainsi à la protection des servants.